# Will van Selst
Willy Koenraad George (Will) van Selst (Amsterdam, 7 februari 1937 – Haarlem, 23 februari 2009) was een Nederlands theater- en televisieacteur en stemacteur.
Van Selst was bekend door zijn acteerwerk, alsmede door zijn stem. Zijn bekendste acteerprestatie leverde hij in de succesvolle televisieserie Kunt u mij de weg naar Hamelen vertellen, mijnheer? (Prins Tor van Sombrië) waarin hij ook enkele liedjes zong. Verder speelde hij onder andere in series als De kleine waarheid, Hollands Glorie en De Glazen Stad. In 1976 was hij eenmalig te zien als hoofdpiet tijdens de Landelijke intocht van Sinterklaas. Ook was hij te horen in de animatiefilm Als je begrijpt wat ik bedoel en had hij in 2006 een gastrol in Baantjer.

Het grote publiek kent hem naast Bob Verstraete als de voice-over van de kinderserie Peppi en Kokki.Door zijn charisma en warme stem werd de ietwat simpele serie een 'gedragen' verhaal.
Van Selst begon zijn carrière bij het toneelgezelschap Puck en was later verbonden aan de Nederlandse Comedie, Ensemble, Het Rotterdams Toneel en Globe. In de theaterseizoenen 1997 tot 1999 speelde hij de rol van Daddy Warbucks in de zeer succesvolle eerste run van Annie de Musical in Nederland.
Hij beperkte enige tijd zijn activiteiten als acteur en heeft een aantal jaren een restaurant in Zandvoort gehad.
Van Selst overleed op 72-jarige leeftijd aan de gevolgen van een hersenbloeding..

## Filmografie (selectie)
- Claudia en David (1960)
- De Zaak Sacco en Vanzetti (1966)
- De Baron von Münchhausen (1970)
- De kleine waarheid - Jan Griffioen
- De Fred Haché Show (1972, episode 1 en 2 - Henri Salvador)
- Stemmen (1972)
- Kunt u mij de weg naar Hamelen vertellen, mijnheer? (1972-1976) - Prins Tor van Sombrië
- Waaldrecht (1974)

Landelijke Intocht Sinterklaas (1976) - Hoofdpiet 
- Hollands Glorie - Kees de Kaap (1977)
- Pinkeltje (1978) - Prins Pinkelbert
- Peppi en Kokki - verteller (1978)
- Ik ben Joep Meloen (1981) - Producer Fred Vogels
- Ik zoek, ik zoek een kinderboek (1988)
- Baantjer (televisieserie) (2006) in De Cock en de dood van een doorbijter - Frits van Groningen